# ブライス・エルドリッジ
ブライス・エドワード・エルドリッジ（Bryce Edward Eldridge, 2004年10月20日 - ）は、アメリカ合衆国バージニア州フェアファックス出身のプロ野球選手（外野手、投手）。右投左打。MLBのサンフランシスコ・ジャイアンツ傘下所属。

## 経歴

### プロ入りとジャイアンツ傘下時代
2023年のMLBドラフト1巡目（全体16位）でサンフランシスコ・ジャイアンツから指名され、予定していたアラバマ大学への進学を取りやめ二刀流としてプロ入り。契約金は400万ドル。傘下のルーキー級アリゾナ・コンプレックスリーグ・ジャイアンツで野手としてプロデビューした後にA級サンノゼ・ジャイアンツへ昇格し、2チーム合計で31試合に出場して打率.294、6本塁打、18打点を記録した。